# Bareback
Bareback è il primo album dei Wild Horses pubblicato nel 1991 per l'etichetta discografica Atlantic Records.

## Tracce
1. Cool Me Down – 3:40
2. Had Enough of Your Love – 3:50
3. Your Love is Junk – 3:25
4. The River Song – 3:42
5. Fire & Water – 4:13
6. N.Y.C. Heartbreaker – 4:22
7. Whiskey Train – 3:15
8. Tougher Than Love – 4:33
9. Day in the Sun – 3:57
10. Matter of the Heart – 4:08
11. Burn It Up – 3:24
12. Tell Me Something Good (Stevie Wonder Cover) – 3:52

## Formazione
- John Levesque - voce, chitarra
- Rick Steier - chitarra, voce
- Chris Lester - basso, voce
- James Kottak - batteria, percussioni, voce

### Altri musicisti
- Darren Wharton - tastiere
- Jeff Pilson - basso